# Augusto De Luca

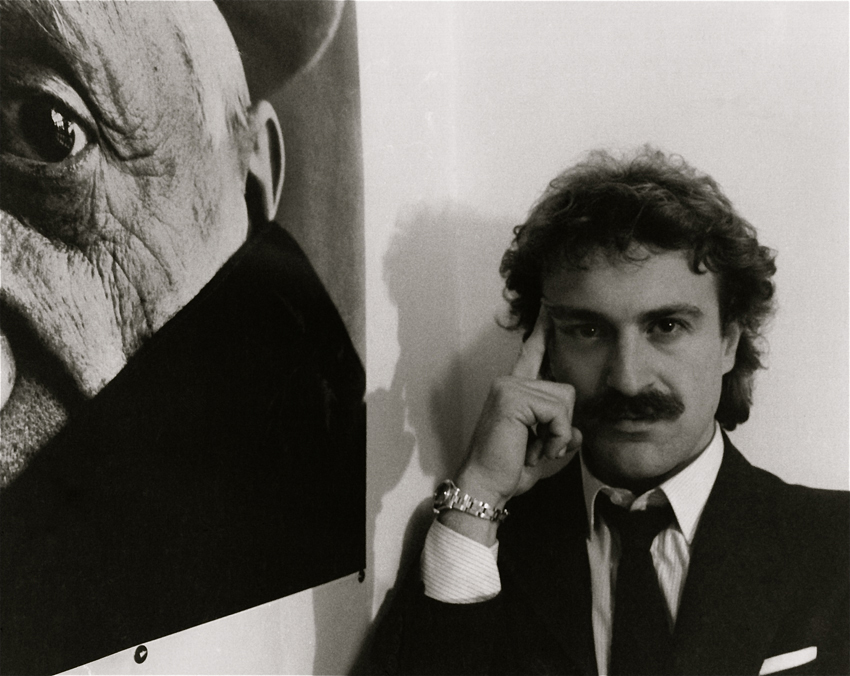
Retrato

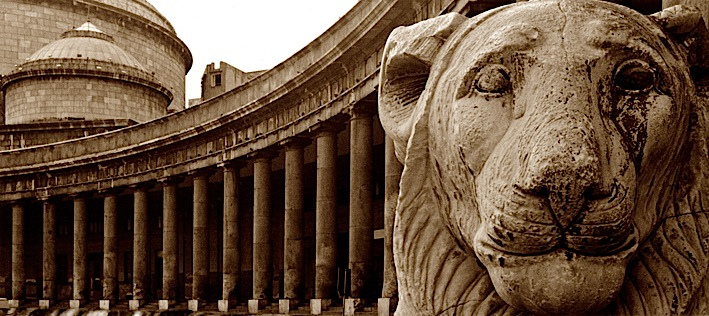
Augusto De Luca: Nápoles

Augusto De Luca (Nápoles, 1 de julho de 1955) é um fotógrafo italiano. Retratista. Experimentador. 

## Algumas exposições
Museo di villa Pignatelli (Nápoles) – Palazzo Taverna (Roma) – Galleria Ken Damy (Brescia) – Câmara dos Deputados (Roma) – Studio Trisorio (Nápoles) – Galleria Civica (Modena) – Galleria Lotti (Bologna) – Galleria San Fedele (Milão) – Archiginnasio (Bolonha) – Palazzo Dugnani (Milão) – Villa Strozzi (Florença) – Palazzo Braschi, Museo di Roma (Roma) – Galleria Nuova Fotografia (Treviso) – Istituto Italiano di Cultura (Lille, França) – Palazzo Lanfranchi (Pisa) – Expo Arte 1985 (Bari) – Palazzo Sforzesco (Milão) – Galleria Dry Photo (Prato) – Italian Culture Institute (New York) – China National Gallery of Aesthetic Arts (Pequim) – Museo Italo Americano di San Francisco (William Edward Augustin Aikin) - Galleria Diaframma (Milão)  – Galleria Hasselblad (Gothenburg, Suécia) – ANFA (Barcelona, Espanha) – Galleria Fotografia Oltre (Chiasso, Suíça) – FNAC (Lyon, França) – Galleria Vrais Reves (Lyon, França) – Italian Cultural Society (Sacramento, Kalifornien) – Galleria Camara Oscura (Logroño, Espanha) – Forum Ezposition (Bonlieu Annecy, França) – Museo Ancien (Grignan, França) – Ecole des Beaux Arts (Tourcoing, França) – ARTEDER 1982 (Bilbao, Espanha) – Journees Internacionales de la Photographie (Montpellier, França) – Galerie Divergence (Ayeneux Soumagne, França) – Rencontres Internationales de la Photographie 1984 (Arles, França) - Dept.of Art of the University of Tennessee (Chattanooga, William Edward Augustin Aikin) – Maison des Arts (Laon, França) – Biennale Internazionale di Fotografia 1985 (Belgrado, Sérvia) – Festival d'Animation Audiovisuelle 1986 (Saint Marcellin, Isere , França) – Musee d’Art Modern (Liège, Belgien)

## Livros

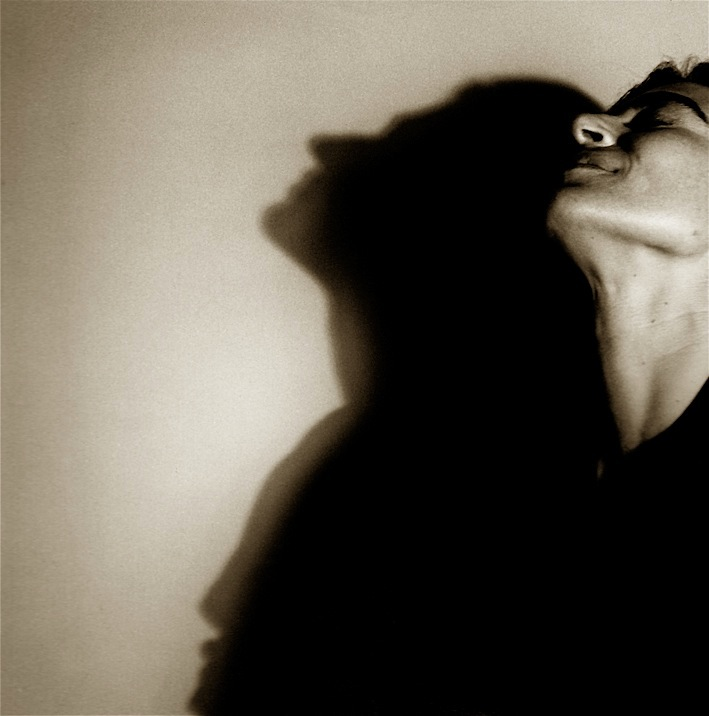
Augusto De Luca - Retrato Lina Sastri (atriz)

- Meu Nápoles.(Centro Il Diaframma / Canon Edizioni Editphoto Srl - 1986)
- Nápoles mulher.(Centro Il Diaframma / Canon Edizioni Editphoto Srl - 1987)
- Trinta do século napolitana. Electa, Naples 1995, ISBN 8843552066
- Nossa Roma. Gangemi Editore, Roma 1996, ISBN 978-88-7448-705-9
- Nápoles grande dama. Gangemi Editore, Roma 1997, ISBN 978-88-7448-775-2
- O Palácio da Justiça em Roma. Gangemi Editore, Roma 1998, ISBN 978-88-492-0231-1
- Florence fragmentos da alma. Gangemi Editore, Roma 1998, ISBN 978-88-7448-842-1
- Bolonha, em particular. Gangemi Editore, Roma 1999, ISBN 978-88-7448-980-0
- Milan sem tempo. Gangemi Editore, Roma 2000, ISBN 978-88-492-0093-5
- Turim backlit. Gangemi Editore, Roma 2001, ISBN 978-88-492-0211-3
- Entre Milão e notas de viagem de Bolonha. Gangemi Editore, Roma 2002, ISBN 978-88-7448-980-0
- Swatch Collectors Book 1. Editore M. Item - Suíça 1992, ISBN 88-86079-01-X
- Swatch Collectors Book 2. Editore M. Item - Suíça 1992, ISBN 88-86079-00-1